# جونغ تشاي يون
جونغ تشاي يون (بالكورية: 정채연) معروفة أكثر بأسمها الفني تشايون هي مغنية وممثلة كورية جنوبية. وهي عضوة في فرقة الفتيات الكورية ديا.

## الأعمال

### مسلسلات
| السنة | العنوان            | الدور               | ملاحظة      | م.            |
| ----- | ------------------ | ------------------- | ----------- | ------------- |
| 2015  | Sweet Temptation   | أه مي               | دور الكاميو | [ 5 ]         |
| 2016  | الشرب بانفراد ‏     | جونغ تشاي يون       | دور الكاميو | [ 6 ] [ 7 ]   |
| 2017  | 109 Strange Things | شين كي وون          | دور رئيسي   | [ 8 ]         |
| 2017  | Reunited Worlds    | الشابة جونغ جونغ ون | دور ثانوي   | [ 9 ]         |
| 2017  | I AM               | ان ني               | دور رئيسي   | [ 10 ]        |
| 2018  | يجب أن نعيش معا    | الشابة لي مي يون    |             | [ 11 ] [ 12 ] |
| 2019  | حبي الأول الأول    | هان سونغ يي         |             | [ 13 ]        |
| 2021  | عاطفة الملك        | نوه ها كيونغ        | دور رئيسي   | [ 14 ]        |
| 2022  | ملعقة ذهبية        | نا جو هي            | دور رئيسي   | [ 15 ]        |
| 2024  | عائلة بالاختيار    | يون جو وون          | دور رئيسي   | [ 16 ]        |
| 2025  | محامون تحت التدريب | كانغ هيو-مين        | دور رئيسي   | [ 17 ]        |

## الجوائز والترشيحات
| قائمة الجوائز والترشيحات | قائمة الجوائز والترشيحات               | قائمة الجوائز والترشيحات          | قائمة الجوائز والترشيحات                   | قائمة الجوائز والترشيحات | قائمة الجوائز والترشيحات |
| السنة                    | الجائزة                                | الفئة                             | عن العمل                                   | النتيجة                  | م.                       |
| ------------------------ | -------------------------------------- | --------------------------------- | ------------------------------------------ | ------------------------ | ------------------------ |
| 2017                     | جوائز آسيا الفنية                      | جائزة أفضل مبتدئ - تلفزيون        | عوالم متحدة                                | فوز                      | [ 18 ]                   |
| 2017                     | جائزة فاشونيستا                        | جائزة النجم الصاعد                | جونغ تشاي يون                              | رُشِّح                      | [ 19 ]                   |
| 2017                     | جوائز العلامة التجارية الأولى في كوريا | الممثلة المبدعة                   | جونغ تشاي يون                              | فوز                      | [ 20 ]                   |
| 2017                     | جوائز دراما إس بي إس                   | أفضل ممثلة جديدة                  | عوالم متحدة                                | رُشِّح                      | [ 21 ]                   |
| 2018                     | جوائز غريماي                           | أفضل ممثلة جديدة                  | إلى جيني                                   | فوز                      | [ 22 ]                   |
| 2018                     | جوائز KBS للترفيه                      | فنان القضايا الساخنة              | إلى جيني                                   | فوز                      | [ 23 ] [ 24 ]            |
| 2021                     | جوائز دراما كي بي إس                   | أفضل ممثلة جديدة                  | عاطفة الملك                                | رُشِّح                      | [ 25 ]                   |
| 2021                     | جوائز العلامة التجارية الأولى في كوريا | الممثلة المبدعة                   | جونغ تشاي يون                              | فوز                      | [ 26 ]                   |
| 2022                     | جوائز إم بي سي للدراما                 | جائزة التميز، ممثلة في مسلسل قصير | ملعقة ذهبية                                | رُشِّح                      | [ 27 ]                   |
| 2022                     | جوائز إم بي سي للدراما                 | جائزة أفضل ثنائي                  | جونغ تشاي يون (مع يوك سونغجاي) ملعقة ذهبية | رُشِّح                      | [ 28 ]                   |

## روابط أضافية
- جونغ تشاي يون على موقع IMDb (الإنجليزية)
- جونغ تشاي يون على موقع ميوزك برينز (الإنجليزية)
- جونغ تشاي يون على موقع ديسكوغز (الإنجليزية)
- جونغ تشاي يون على موقع قاعدة بيانات الفيلم (الإنجليزية)
- جونغ تشاي يون على موقع كينوبويسك (الروسية)